# Cimetière militaire allemand de Wicres (Route de La Bassée)
Le  « Cimetière Militaire Allemand de Wicres (Route de La Bassée)  » est l'un  des deux cimetières militaires de la Première Guerre mondiale situé sur le territoire de la commune de Wicres, Nord. Le second est le Cimetière militaire allemand de Wicres Village.

## Localisation
Ce cimetière est implanté au sud-ouest du village, au bord de la N41.

## Historique
Occupé dès la fin août 1914 par les troupes allemandes, le village de Wicres est resté dans la zone des combats jusqu'en octobre 1918, date à laquelle il a été définitivement repris par les troupes britanniques. Ce cimetière militaire a été créé en mars 1915. La plus grande partie des morts, environ 470 soldats, perdit la vie lors des combats de printemps et d'automne 1915. Déjà pendant la guerre, le cimetière a été délimité par un mur et, au centre, une immense croix, œuvre du sculpteur Otto Richter. Pendant l'entre-deux-guerres, le Volksbund Deutsche Kriegsgräberfürsorge  a effectué les premiers travaux sur l'enceinte et a procédé à la plantation d'arbres. Après la conclusion de l'accord franco-allemand sur les sépultures de guerre du 19 juillet 1966, le Volksbund Deutsche Kriegsgräberfürsorge  a mis au point le plan définitif du cimetière. En 1979, le remplacement des anciennes croix en bois par des croix en pierre naturelle et gravées du nom et de la date de ceux qui reposent ici a été effectué .

## Caractéristique
Dans ce cimetière, 584 soldats allemands reposent dans des tombes individuelles; parmi eux, 30 ne sont pas identifiés.

## Galerie

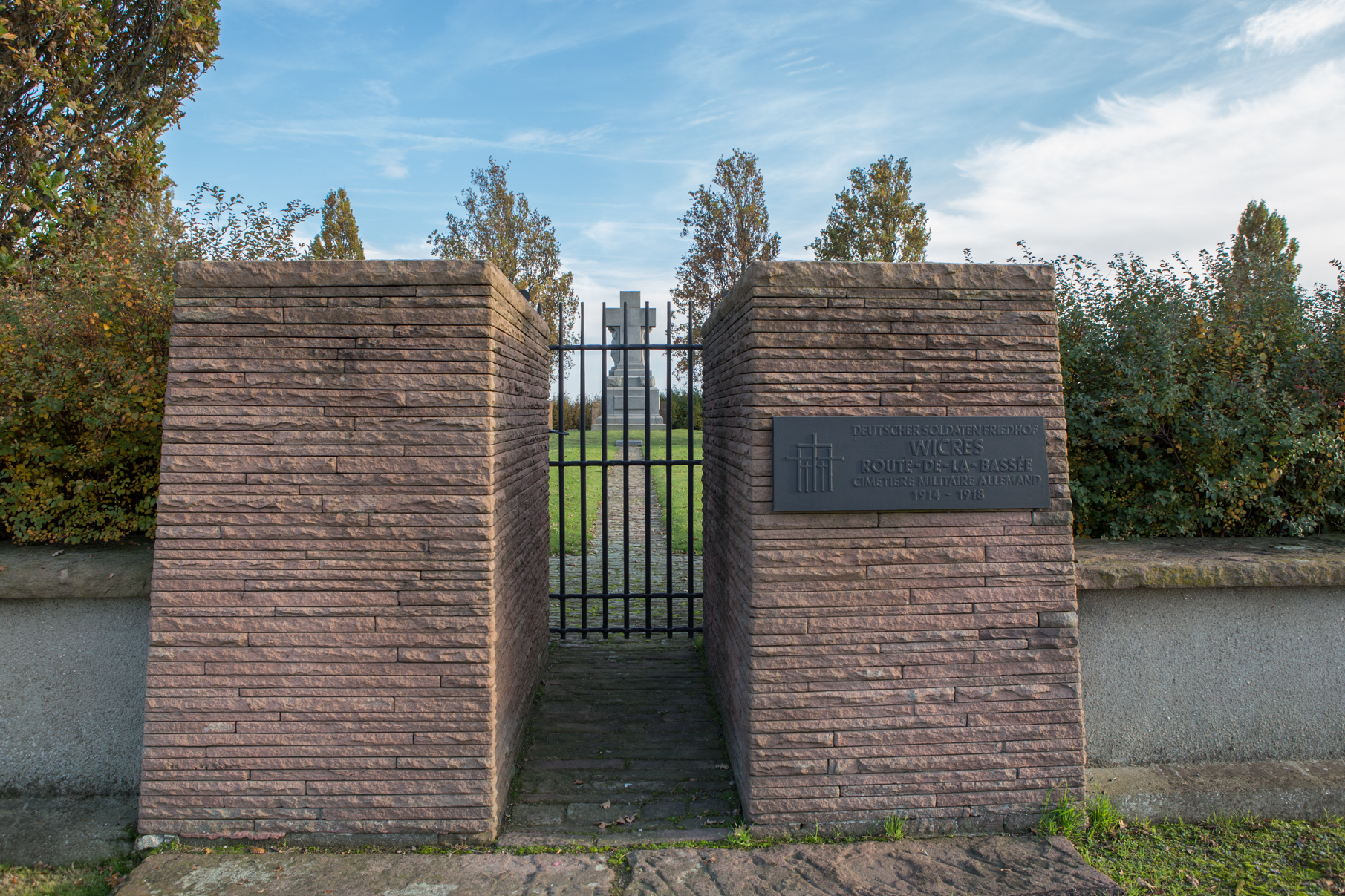
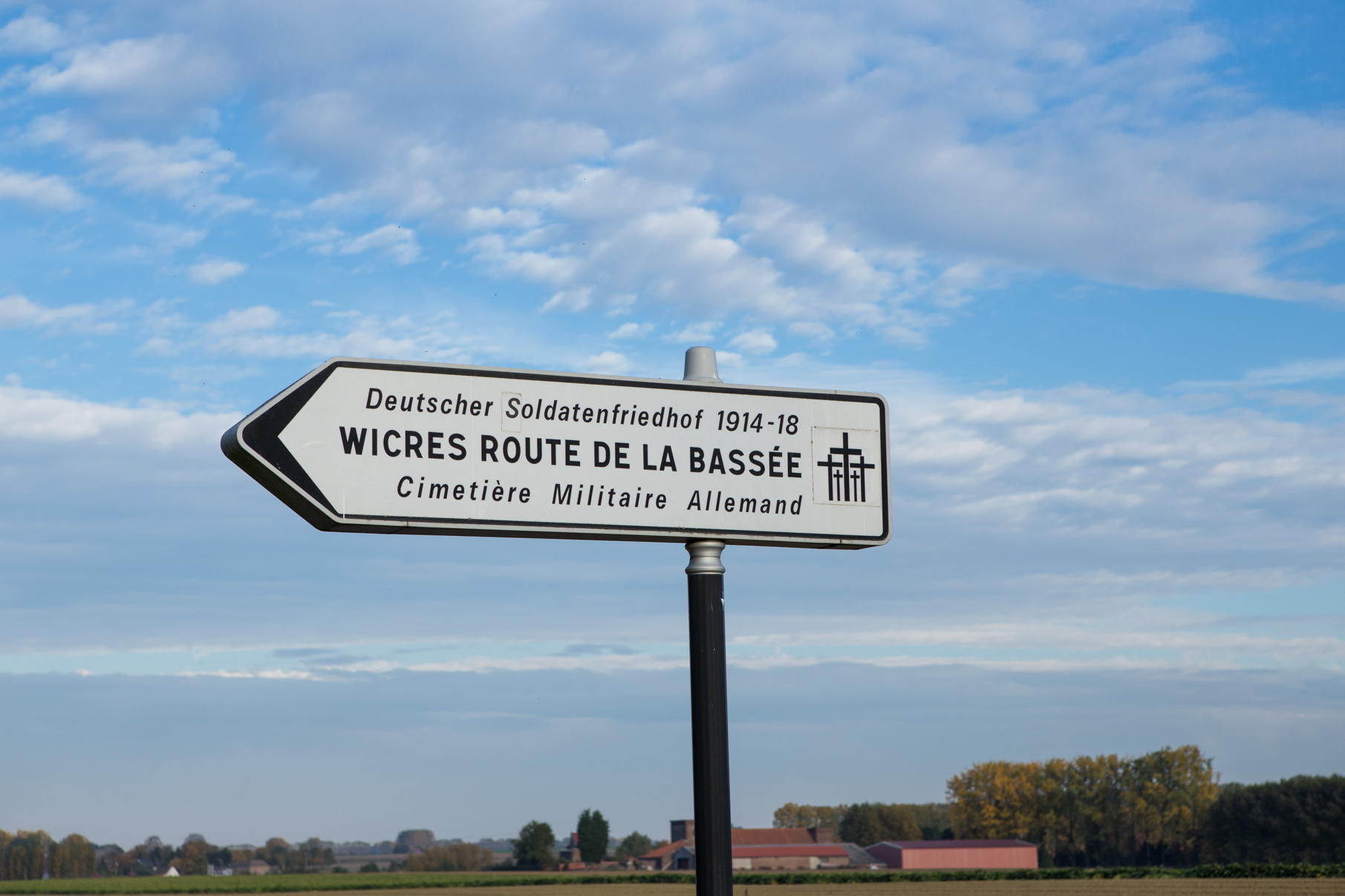
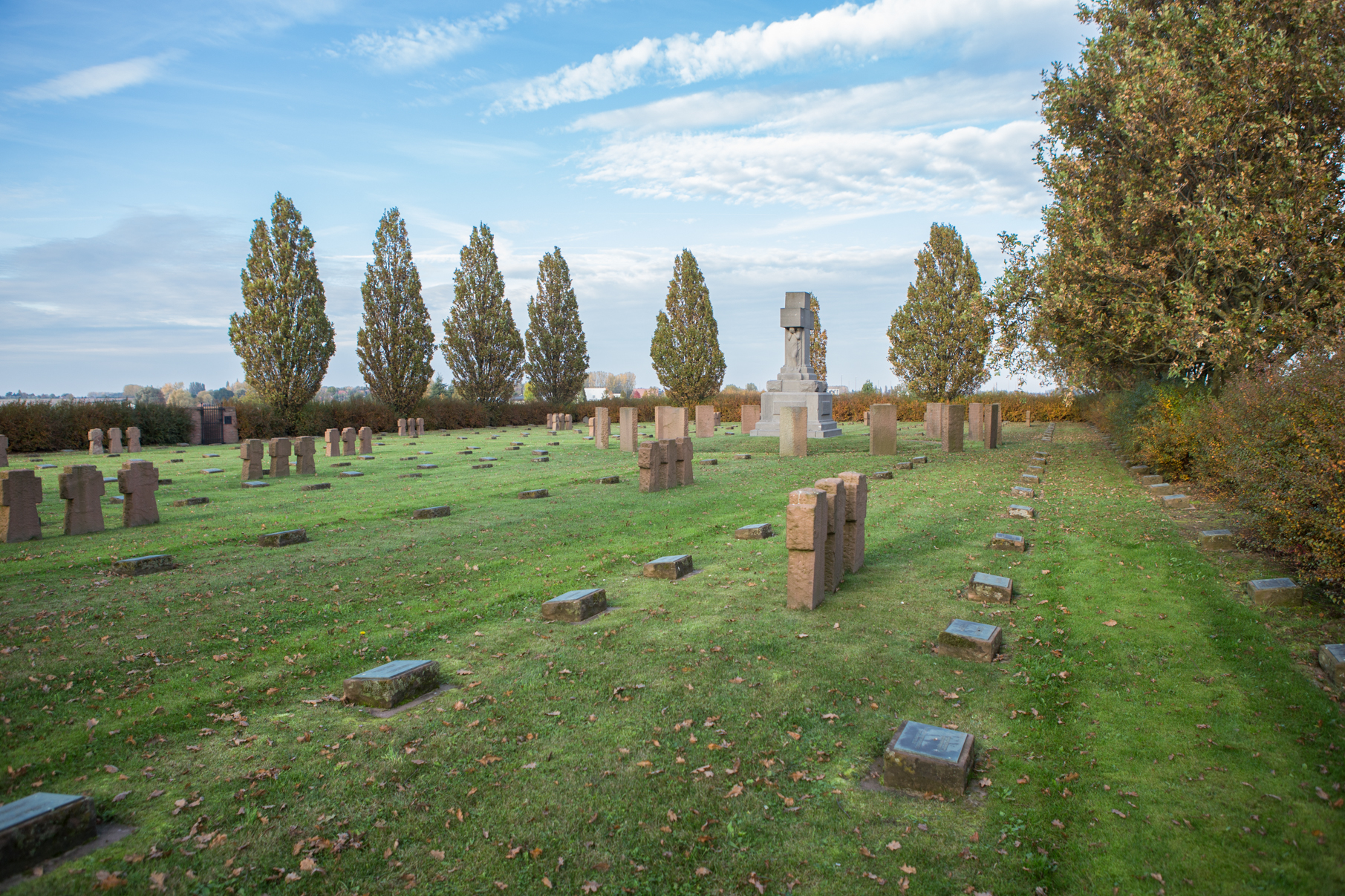
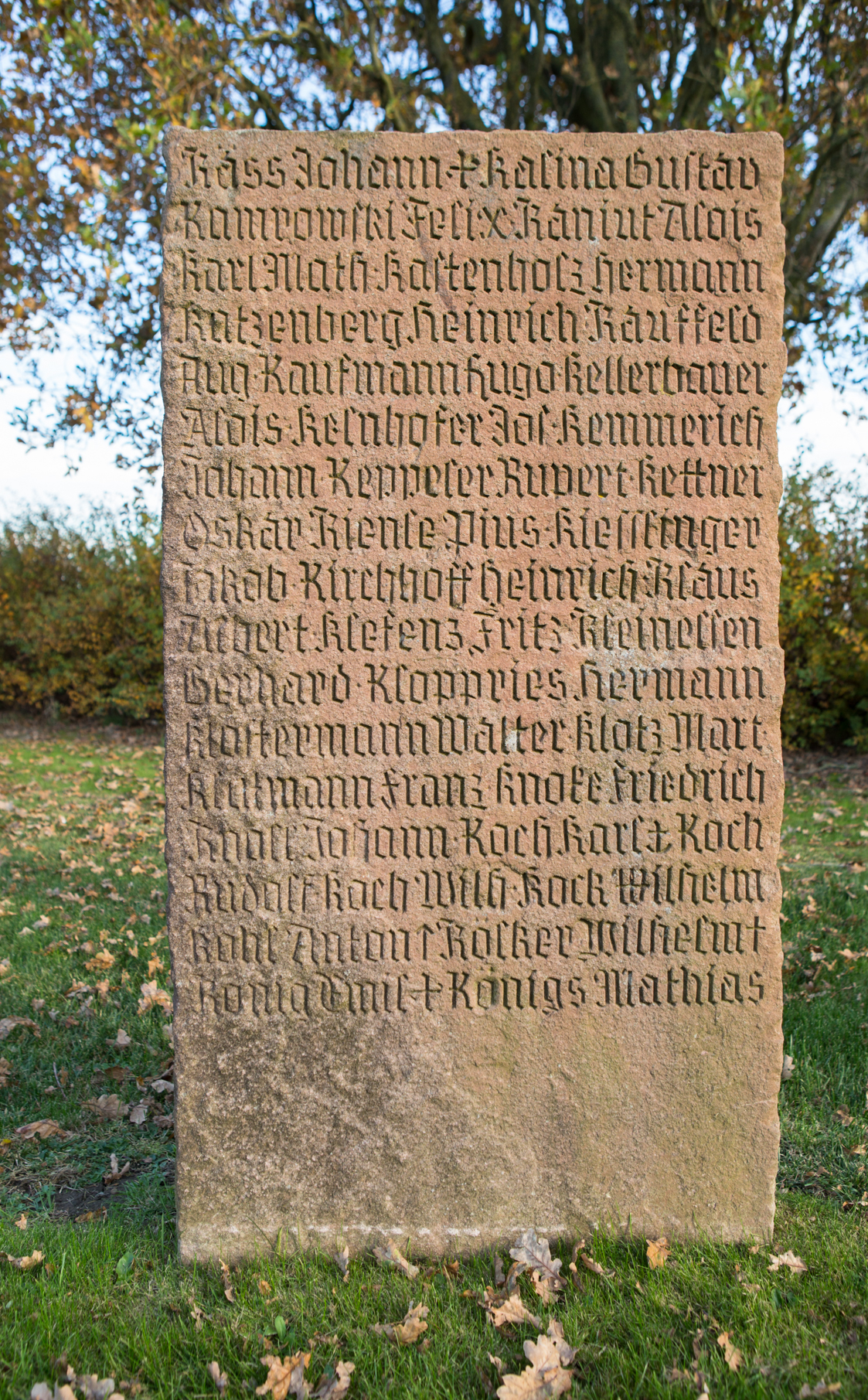
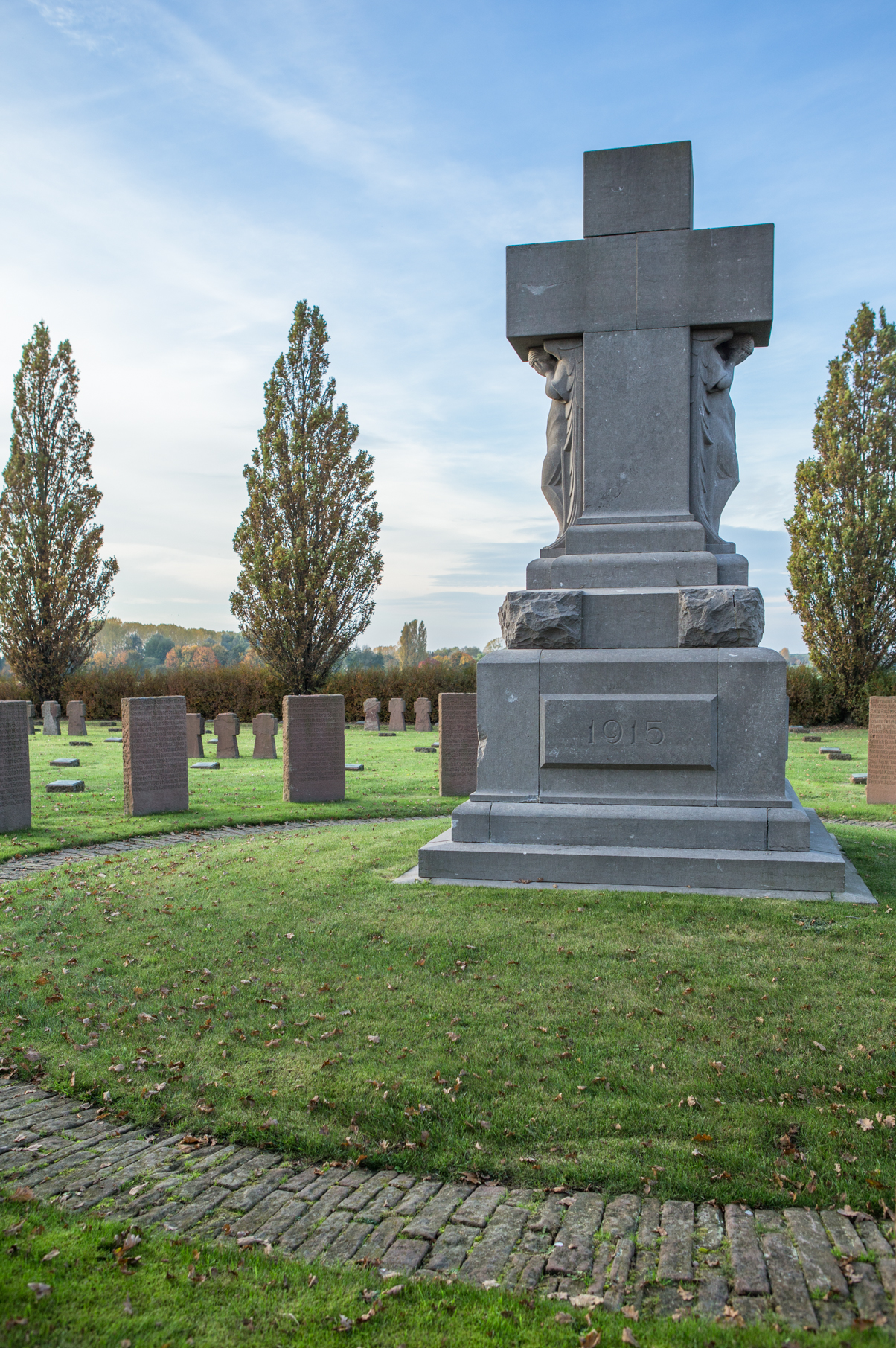

## Sépultures
| Pays      | Sépultures |
| --------- | ---------- |
| Allemagne | 584        |